# Dulce Nunes
Pour les articles homonymes, voir Nunes.
Dulce Nunes ou Dulce Bressane (née Dulce Pinto Bressane le 11 juin 1929 et morte le 4 juin 2020) est une actrice et auteure-compositrice-interprète brésilienne du genre Música popular brasileira.

## Carrière
En tant qu'auteure-compositrice-interprète, Nunes a sorti trois albums studio entre 1964 et 1968, dont l'un avec Carlos Lyra,,. Elle collabore également en tant qu'invitée spéciale dans plusieurs albums de son mari Egberto Gismonti.
En dehors de sa carrière musicale, Nunes s'est également aventurée dans le cinéma, comme actrice, dans quatre longs métrages entre 1949 et 1967 et dans une telenovela en 2006-2007.
Nunes était également architecte et propriétaire de Bressane Arquitetura & Interiores, un cabinet d'architecture à Rio de Janeiro.

## Biographie
Nunes s'est mariée deux fois. D'abord au pianiste Bené Nunes (pt) ; ils se séparent en 1965 puis, de 1968 à 1976, à son collègue musicien Egberto Gismonti.
Le 4 juin 2020, Dulce Nunes meurt à Rio de Janeiro, une semaine avant son 91e anniversaire, des complications du COVID-19.

## Discographie

### Albums studio
| Année | Album                                                                                      |
| ----- | ------------------------------------------------------------------------------------------ |
| 1964  | Pobre Menina Rica (avec Carlos Lyra) - Label : CBS Records International - Format : vinyle |
| 1966  | Dulce - Étiquette : Forma - Format : vinyle                                                |
| 1968  | Samba do Escritor - Étiquette : Forma - Format : vinyle                                    |

## Filmographie

### Cinéma
| Année | Titre                   | Remarques       |
| ----- | ----------------------- | --------------- |
| 1949  | A Mulher de Longe       |                 |
| 1950  | Estrela da Manhã (pt)   |                 |
| 1950  | O noivo de Minha Mulher |                 |
| 1967  | L'ABC de l'amour (en)   | Segment O Pacto |

### Télévision
- Vidas Opostas (en), telenovela (2006-2007), 22 épisodes